# 今北乙吉
今北 乙吉（いまきた おつきち、1894年（明治27年）6月26日 - 1942年（昭和17年）9月8日）は、日本の建築家。
住宅や小学校や神社やホテルなど78個もの建物の設計を手がけた。

## 経歴
- 1894年（明治27年）6月26日 兵庫県神戸市の湊町（現、兵庫区）に生まれる。
- 1912年（明治45年）
  - 3月 兵庫県立工業学校（現・兵庫県立兵庫工業高等学校）建築科を卒業。（第一期生）
  - 4月 河合浩蔵建築事務所に入社。
- 1914年（大正3年）6月 河合浩蔵建築事務所を退社、神戸鉄道管理局に入局。
- 1916年（大正5年）8月 西部鉄道管理局（1915年に改称）を辞し、久原房之助建築事務所に入所。
- 1919年（大正8年）12月 久原房之助建築事務所を退所、今北建築事務所を開設。
- 1937年（昭和12年）4月 日本建築士会に入会。
- 1942年（昭和17年）9月8日死去。享年49（48歳没）。

## 手がけた建築物
- 久原房之助東京別邸、貴志弥右衛門邸、神戸市立本山第二小学校、甲南高等女学校、岡本公会堂、摩耶観光ホテル、山内ビル